# Dvorce
Dvorce so naselje v Občini Brežice. Ime izhaja iz nekdanjega dvorca Dvorice (Doritzhof) o katerem danes priča samo še nekaj kamnov vzidanih v hotelu Čateški dvorec. V neposredni bližini hotela je tudi stari rimski izvir in velika še neraziskana kraška jama.

## Prebivalstvo
Etnična sestava 1991:
- Slovenci: 101 (99 %)
- Neznano: 1 (1 %)